# Ulrike Holzner
Ulrike Holzner (ur. 18 września 1968 w Moguncji) – niemiecka bobsleistka, srebrna medalistka olimpijska w dwójkach kobiet z 2002.

## Kariera
W Salt Lake City bobsleje w wykonaniu kobiet debiutowały w programie igrzysk, a Holzner w parze z Sandrą Prokoff zajęła drugie miejsce. Były to jej jedyne igrzyska olimpijskie. W 2003 była w tej samej konkurencji wicemistrzynią globu.
Sportową karierę rozpoczynała od lekkoatletyki, uprawiała biegi sprinterskie, skok w dal oraz wieloboje, była zawodniczką USC Mainz. W 1995 zdobyła brązowy medal mistrzostw Niemiec w skoku w dal, w 1998 oraz 2000 została drużynową mistrzynią kraju w wielobojach, a w 1998 triumfowała w sztafecie 4 × 200 metrów podczas halowych mistrzostw Niemiec.